# Liste der Monuments historiques in Brombos
Die Liste der Monuments historiques in Brombos führt die Monuments historiques in der französischen Gemeinde Brombos auf.

## Liste der Objekte
| Bezeichnung                     | Beschreibung           | Standort                       | Kennzeichnung | Schutzstatus | Datum | Bild |
| ------------------------------- | ---------------------- | ------------------------------ | ------------- | ------------ | ----- | ---- |
| Skulpturengruppe Dreifaltigkeit | Stein, 16. Jahrhundert | in der Kirche St-Hubert (Lage) | PM60000411    | Classé       | 1913  |      |